# Areka katechu

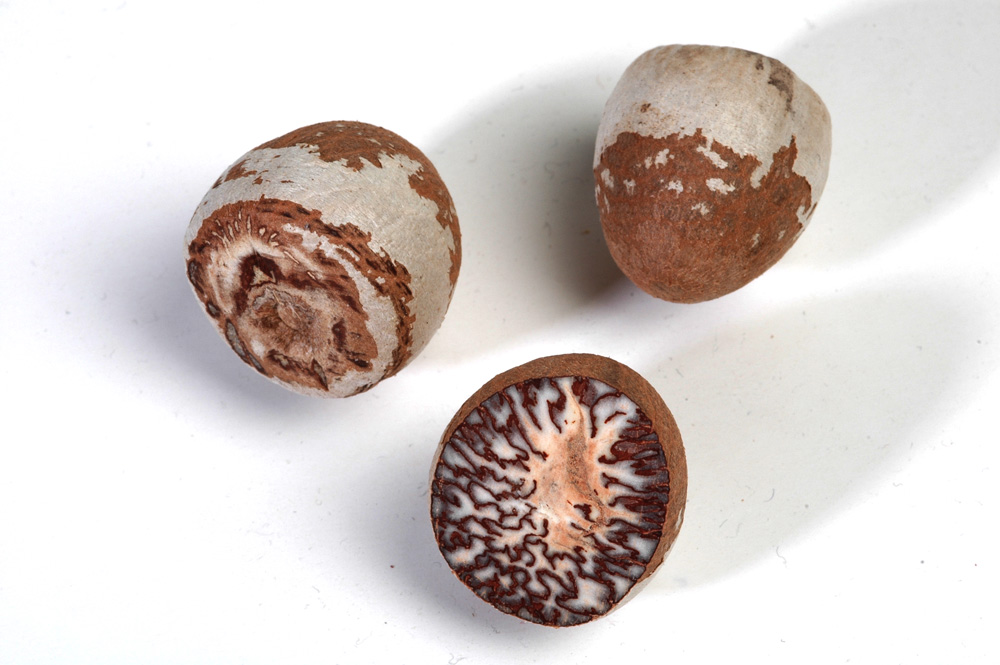
Orzechy palmy arekowej z Indii

Areka katechu (Areca catechu L.) – gatunek rośliny należący do rodziny arekowatych (Arecaceae), dawniej nazywanych palmowatymi (Palmaceae). Ma wiele nazw zwyczajowych: palma betelowa, palma kateszowa, pinang, żuwina, żuwna katechu, żuwipalma malajska, kapustna palma. Pochodzi z Filipin, jest uprawiana w krajach o klimacie tropikalnym.

## Morfologia
PieńDorasta do 20 m wysokości, rzadziej do 30 m.
LiściePierzaste, 4–6 m długości, wyrastające ze szczytu pnia;
KwiatyZebrane w kwiatostany schowane w dużej pochwie.
OwoceCzerwona lub pomarańczowa, niejadalna, włóknista jagoda zwana pinangiem.

## Zastosowanie
- Jest uprawiana jako roślina użytkowa we wszystkich regionach międzyzwrotnikowych, w których występuje tradycja żucia betelu, zwłaszcza w Malezji. Nasiona zwane orzechami arekowymi zawierają alkaloid arekolinę i są składnikiem betelu.
- Orzechy arekowe dostarczają garbników i są w Chinach używane do barwienia tkanin.
- Z owoców wytwarzany jest lek przeciw robakom.
- W wielu krajach świata jest uprawiana jako roślina ozdobna, sadzona jest w parkach, alejach itd. W Polsce ze względu na klimat uprawiana jest w pojemnikach jako roślina pokojowa.

## Bibliografia

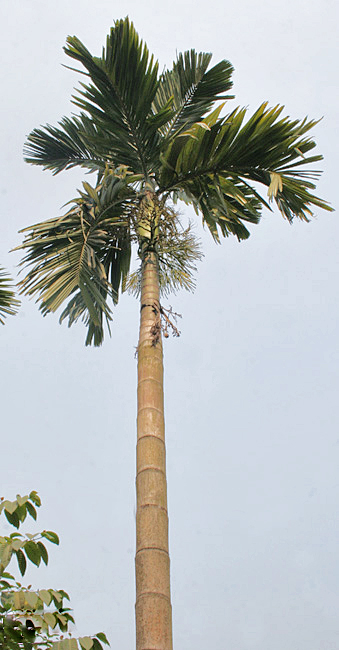
Pokrój